# Jornada Mundial de los Pobres
El domingo XXXIII del Tiempo Ordinario de la liturgia se celebrará la Jornada Mundial de los Pobres instituida por el Papa. "Esta Jornada tiene como objetivo, en primer lugar, estimular a los creyentes para que reaccionen ante la cultura del descarte y del derroche, haciendo suya la cultura del encuentro. Al mismo tiempo, la invitación está dirigida a todos, independientemente de su confesión religiosa, para que se dispongan a compartir con los pobres a través de cualquier acción de solidaridad, como signo concreto de fraternidad."

## V Jornada Mundial de los Pobres, 2021: «A los pobres los tienen siempre con ustedes» (Mc 14,7)
Jornada Mundial de los Pobres el XXXIII domingo de la liturgia, instituida por el Papa.

MENSAJE DEL SANTO PADRE FRANCISCO
V JORNADA MUNDIAL DE LOS POBRES
Domingo XXXIII del Tiempo Ordinario
14 de noviembre de 2021
«A los pobres los tienen siempre con ustedes» (Mc 14,7)
1. «A los pobres los tienen siempre con ustedes» (Mc 14,7). Jesús pronunció estas palabras en el contexto de una comida en Betania, en casa de un tal Simón, llamado “el leproso”, unos días antes de la Pascua. Según narra el evangelista, una mujer entró con un frasco de alabastro lleno de un perfume muy valioso y lo derramó sobre la cabeza de Jesús. Ese gesto suscitó gran asombro y dio lugar a dos interpretaciones diversas.

La primera fue la indignación de algunos de los presentes, entre ellos los discípulos que, considerando el valor del perfume —unos 300 denarios, equivalentes al salario anual de un obrero— pensaron que habría sido mejor venderlo y dar lo recaudado a los pobres. Según el Evangelio de Juan, fue Judas quien se hizo intérprete de esta opinión: «¿Por qué no se ha vendido este perfume por trescientos denarios para darlos a los pobres?». Y el evangelista señala: «Esto no lo dijo porque le importaran los pobres, sino porque era ladrón y, como tenía la bolsa del dinero en común, robaba de lo que echaban en ella» (12,5-6). No es casualidad que esta dura crítica salga de la boca del traidor, es la prueba de que quienes no reconocen a los pobres traicionan la enseñanza de Jesús y no pueden ser sus discípulos. A este respecto, recordamos las contundentes palabras de Orígenes: «Judas parecía preocuparse por los pobres [...]. Si ahora todavía hay alguien que tiene la bolsa de la Iglesia y habla a favor de los pobres como Judas, pero luego toma lo que ponen dentro, entonces, que tenga su parte junto a Judas» (Comentario al Evangelio de Mateo, XI, 9).

La II Jornada Mundial de los Pobres tendrá lugar el 18 de noviembre de 2018. Fue anunciada el 13 de junio de 2018, con un mensaje del papa Francisco titulado «Este pobre gritó y el Señor lo escuchó».

## Temas Jornada Mundial de los Pobres
| Año                     | Tema                                          |
| ----------------------- | --------------------------------------------- |
| 13 de noviembre de 2022 | “Jesucristo se hizo pobre por ustedes”        |
| 14 de noviembre de 2021 | “A los pobres los tienen siempre con ustedes” |
| 15 de noviembre de 2020 | “Tiende tu mano al pobre”                     |
| 17 de noviembre de 2019 | La esperanza de los pobres nunca se frustrará |
| 18 de noviembre de 2018 | Este pobre gritó y el Señor lo escuchó        |
| 19 de noviembre de 2017 | No amemos de palabra sino con obras           |